# 311-й окремий інженерно-технічний батальйон (Україна)
311-й окремий інженерний батальйон (311 ОІТБ, пп В1719) — інженерний батальйон збройних сил України, що входить до складу 48-ї інженерної бригади. Дислокується у місті Кам'янець-Подільський Хмельницької області.

## Історія
Зформований 8 жовтня 2014 року у с.Ольшаниця Рокитнянського району Київської області. Після завершення формування і отримання інженерної техніки був направлений для виконання бойових завдань на південь Донецької області, поблизу м.Маріуполь. На півдні Донецької області перебував до листопада 2017 року.
Станом на листопад 2016 року, 311-й батальйон понад два роки без ротацій виконував завдання у зоні бойових дій на Донеччині та Луганщині.
Широкомасштабне вторгнення військових формувань російської федерації в Україну 24.02.2022 батальйон зустрів на сході країни - частина батальйону перебувала у м.Соледар Донецької області; частина - у смт.Новий Айдар Луганської області. З перших годин ворожого вторгнення військовослужбовці батальйону стали на захист незалежності і територіальної цілістності України.

## Втрати
- Бороняк Микола Михайлович, сержант, 18 березня 2016
- Меренков Віктор Едуардович, солдат, 14 травня 2016[2]